# Chad Wright
Chad Wright (Kingston, 25 marzo 1991) è un discobolo giamaicano.

## Biografia
Wright esordisce in campo internazionale ai Giochi CARIFTA del 2009, prosegue la sua carriera nell'atletica all'Università del Nebraska, dove compete ai campionati NCAA, dove nel 2012 diventa il primo atleta giamaicano a vincere una gara. In campo internazionale ha rappresentato la Giamaica a livello seniores a partire dal 2013, quando ha vinto i Campionati centroamericani e caraibici di Morelia e successivamente a partecipare ai Giochi del Commonwealth È ritornato ad un Mondiale nel 2019, ma senza avanzare alla finale.

## Palmarès
| Anno | Manifestazione          | Sede          | Evento           | Risultato | Prestazione | Note |
| ---- | ----------------------- | ------------- | ---------------- | --------- | ----------- | ---- |
| 2009 | Giochi CARIFTA U17      | Vieux Fort    | Lancio del disco | Bronzo    | 50,62 m     |      |
| 2009 | Giochi CARIFTA U17      | Vieux Fort    | Getto del peso   | 6º        | 15,95 m     |      |
| 2010 | Giochi CARIFTA U17      | George Town   | Lancio del disco | Oro       | 63,11 m     |      |
| 2010 | Giochi CARIFTA U17      | George Town   | Getto del peso   | Bronzo    | 18,19 m     |      |
| 2010 | Campionati CAC U20      | Santo Domingo | Lancio del disco | Argento   | 60,52 m     |      |
| 2010 | Campionati CAC U20      | Santo Domingo | Getto del peso   | Oro       | 18,32 m     |      |
| 2010 | Mondiali juniores       | Edmonton      | Lancio del disco | 5º        | 60,33 m     |      |
| 2010 | Mondiali juniores       | Edmonton      | Getto del peso   | 13º (q)   | 18,33 m     |      |
| 2012 | Campionati NACAC U23    | Irapuato      | Lancio del disco | 4º        | 56,92 m     |      |
| 2013 | Campionati CAC          | Morelia       | Lancio del disco | Oro       | 60,79 m     |      |
| 2014 | Giochi del Commonwealth | Glasgow       | Lancio del disco | 6º        | 60,33 m     |      |
| 2015 | Universiadi             | Gwangju       | Lancio del disco | 4º        | 60,10 m     |      |
| 2015 | Mondiali                | Pechino       | Lancio del disco | 17º (q)   | 61,53 m     |      |
| 2019 | Mondiali                | Doha          | Lancio del disco | 25º (q)   | 60,60 m     |      |
| 2021 | Giochi olimpici         | Tokyo         | Lancio del disco | 9º        | 62,56 m     |      |
| 2022 | Mondiali                | Eugene        | Lancio del disco | 25º (q)   | 60,31 m     |      |